# سوسمار انگشت‌شانه‌ای بندر خمیر
سوسمار انگشت‌شانه‌ای بندر خمیر Acanthodactylus khamirensis یک گونه سوسمار از خانواده سوسماران راستین و بومی ایران است.
سوسمار انگشت‌شانه‌ای بندر خمیر در استان هرمزگان در جنوب ایران یافت شد.